# Van Lansberge

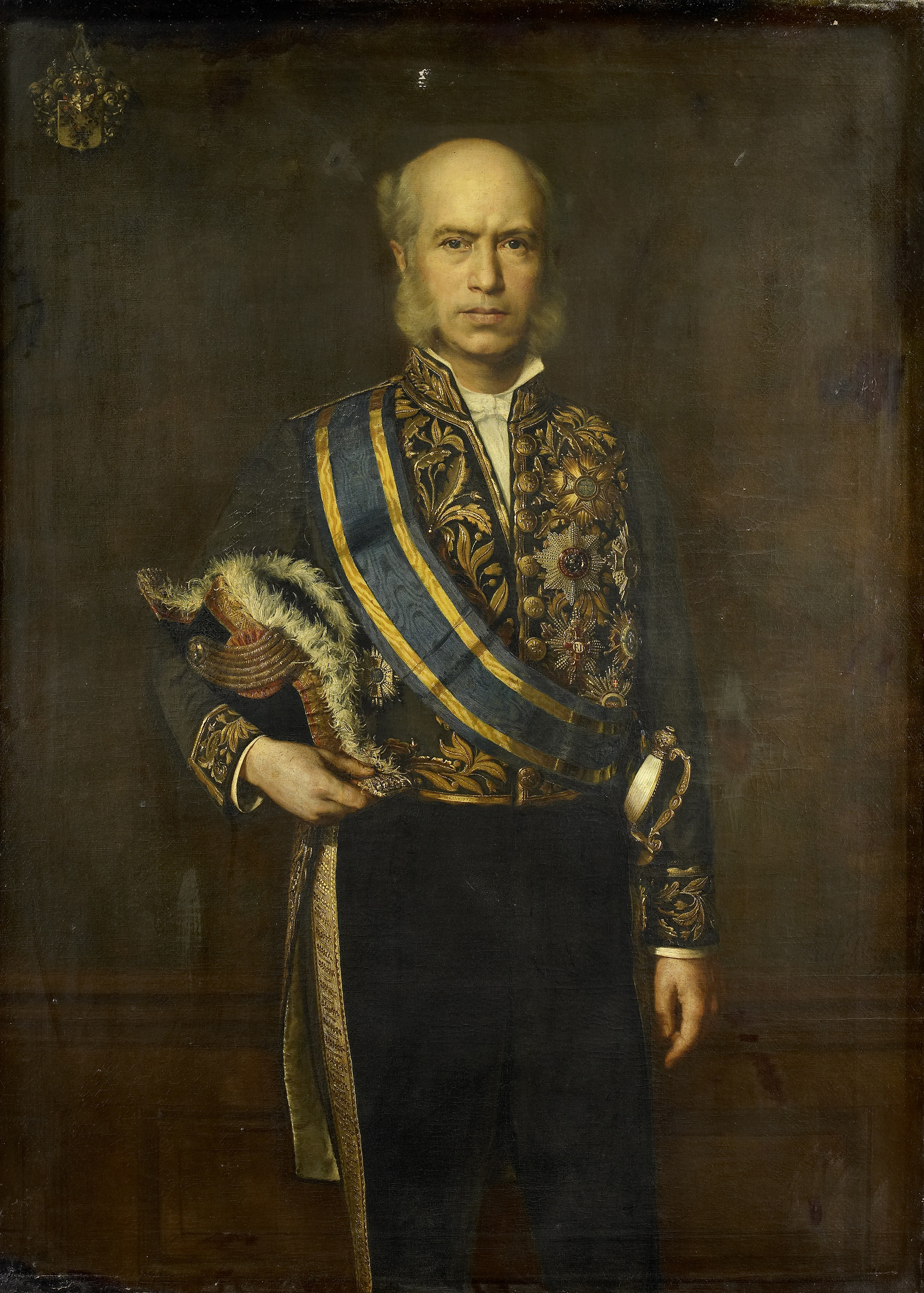
Portret van Johan Wilhelm van Lansberge, geschilderd door Andries van den Berg. Linksboven het familiewapen.

Van Lansberge is een van oorsprong Zuid-Nederlands geslacht. De naam wordt ook vermeld als (van) Lansbergen en (van) Lansberghe.

## Geschiedenis
De bekende stamreeks begint met Gillis van Lansberge, die in het begin van de 15e eeuw was gegoed in de Kasselrij Kortrijk. Na de val van Antwerpen (1585) vestigden de broers Franchoys (predikant), Daniel (geneesheer) en Philips (predikant en geneesheer) zich in Nederland. De laatste kreeg als Philippus Lansbergen (1561-1632) bekendheid door zijn publicaties op het gebied van sterrenkunde. Diens nazaten Reinhart Frans Cornelis van Lansberge (1804-1873) en diens zoon Johan Wilhelm van Lansberge kregen hoge functies in de Nederlandse koloniale gebiedsdelen.
Het Nationaal Archief beheert het Familiearchief Van Lansberge. De familie werd in 1950 opgenomen in het Nederland's Patriciaat.

## Wapen
Het wapen van de familie toont in zilver drie zwarte leeuwen met rode tong en nagels. Het helmteken bestaat uit twee zwarte leeuwenklauwen met rode nagels. Als schildhouders rechts een leeuw, links een griffioen. Het wapen komt voor op een grafsteen in de Sint-Salvatorskathedraal in Brugge van Maria van Halewijn (overleden 1488), de eerste echtgenote van François van Lansberge (overleden 1510).

## Enkele telgen
- Daniel van Lansberge (1523-?), mr. chirurgijn te Temse
  - Franchoys van Lansberge (overleden 1626), remonstrants predikant in Rotterdam
    - Samuel van Lansberge (1589-1669), remonstrants predikant in Rotterdam

  - Daniel van Lansberge (ca. 1558-1603), stadsgeneesheer en schepen van Hulst en Tholen
  - Philips van Lansberge of Philippus Lansbergen (1561-1632), predikant, wis-, natuur- en sterrenkundige
    - Philips van Lansberge (1584-1647), geneesheer en predikant te Kloetinge
    - Pieter van Lansberge (1587-1661), geneesheer en predikant in Goes, stadsgeneesheer te Middelburg
    - Jacob van Lansberge (1590-1657), stadsgeneesheer, schepen, raad en burgemeester te Middelburg,
      - Martinus van Lansberge (1620-1661), schepen, kerkmeester en apotheker
        - Jacob van Lansberge (1656-1727), burgemeester van Hulst en Hulsterambacht, schrijver van Beschrijving der Stadt Hulst
          - Martinus van Lansberge (1689-1751), drossaard Baronie van Boxtel en Heerlijkheid Lienden, raad en pensionaris van Brielle, gezant van de Republiek der Verenigde Nederlanden in Keulen.
            - Jacob van Lansberge (1740-1809), controleur van de Convooien en de Licenties Overkw. Spaans Gelderland. Hij was vertegenwoordiger van de Republiek in Trier, Bonn, de Westfaalse Kreits en de Vrije Rijksstad Keulen. Hij trouwde in 1767 met Johanna Charlotte Caroline van Gerstein en in 1798 met Maria Margareta Henrica van Oldenbarneveld gen. Tullingh (1774-1864), lid van het geslacht Van Oldenbarneveld genaamd Tullingh
              - Reinhart Frans Cornelis van Lansberge (1804-1873), consul-generaal in Bogota, gouverneur van Curaçao en Onderhorigheden en gouverneur van Suriname
                - Johan Wilhelm van Lansberge (1830-1905), buitengewoon gezant en gevolmachtigd minister in België, gouverneur-generaal van Nederlands-Indië
                - Jan Felix Adriaan Eugeen van Lansberge (1839-1883), militair bevelhebber Suriname en samen met J.F.A. Cateau van Rosevelt maker van de eerste topografische kaart van Suriname

## Galerij

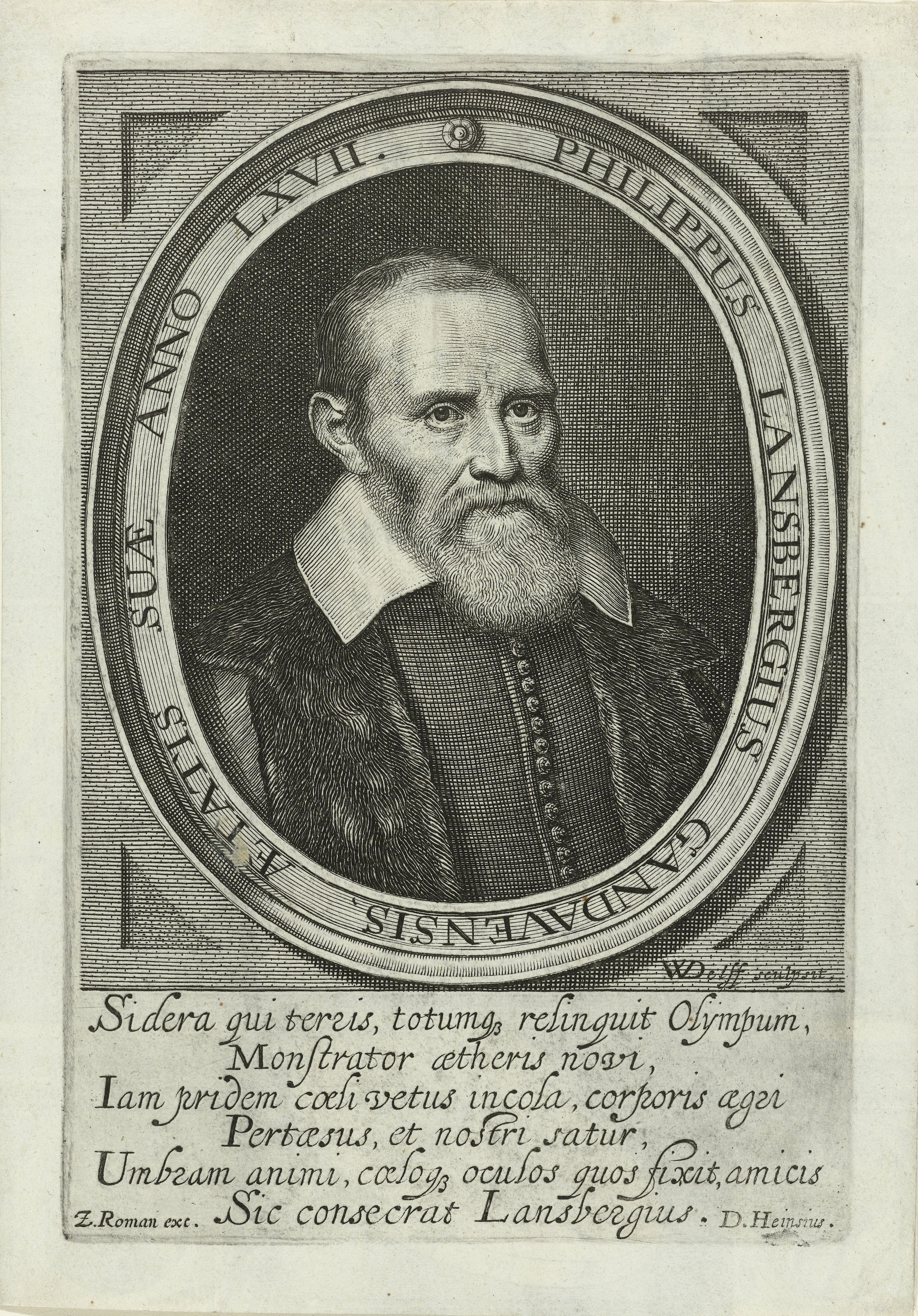
Philips van Lansberge (1561-1632), predikant, wis-, natuur- en sterrenkundige
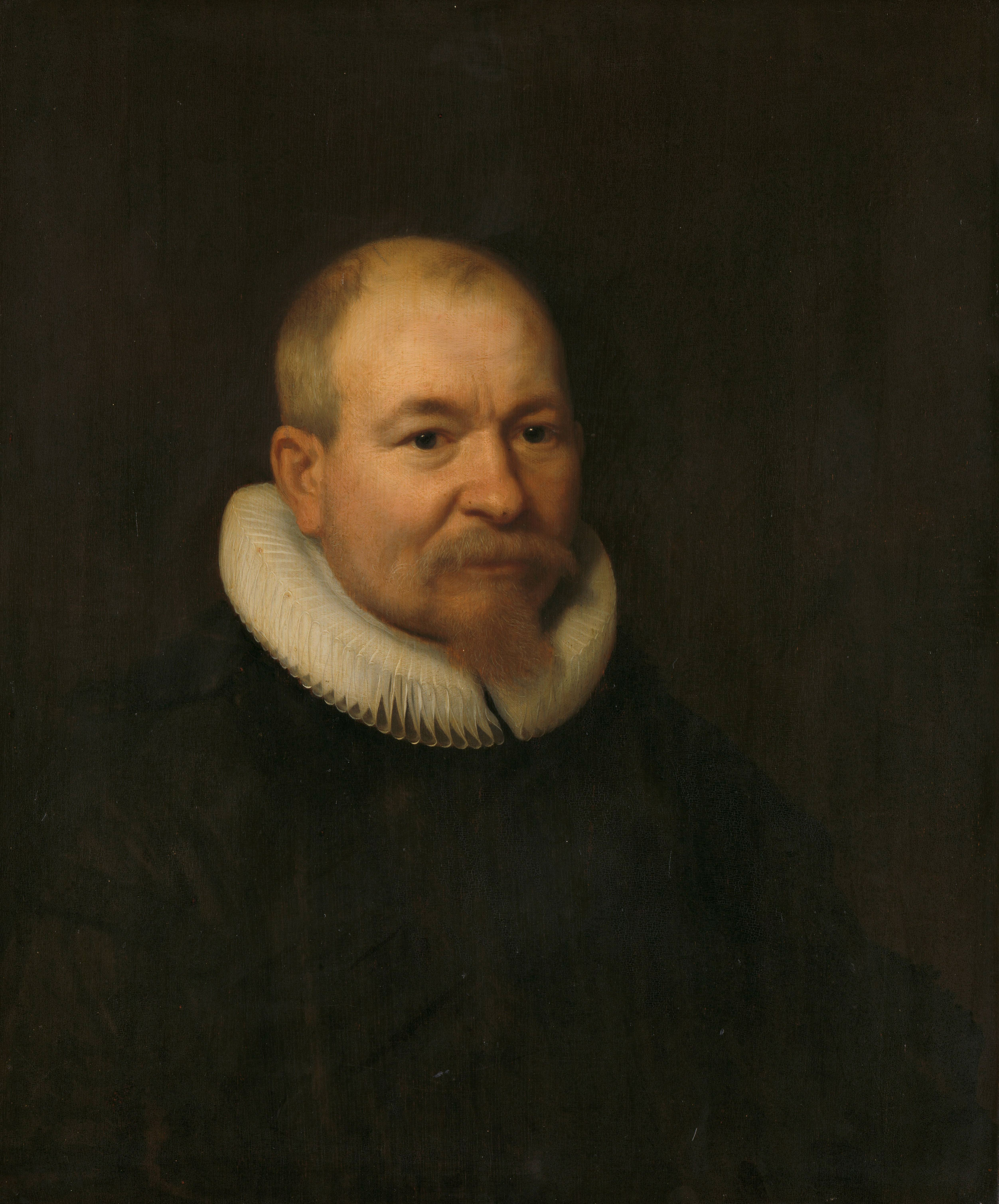
Samuel van Lansberge (1589-1669), Remonstrants predikant in Rotterdam
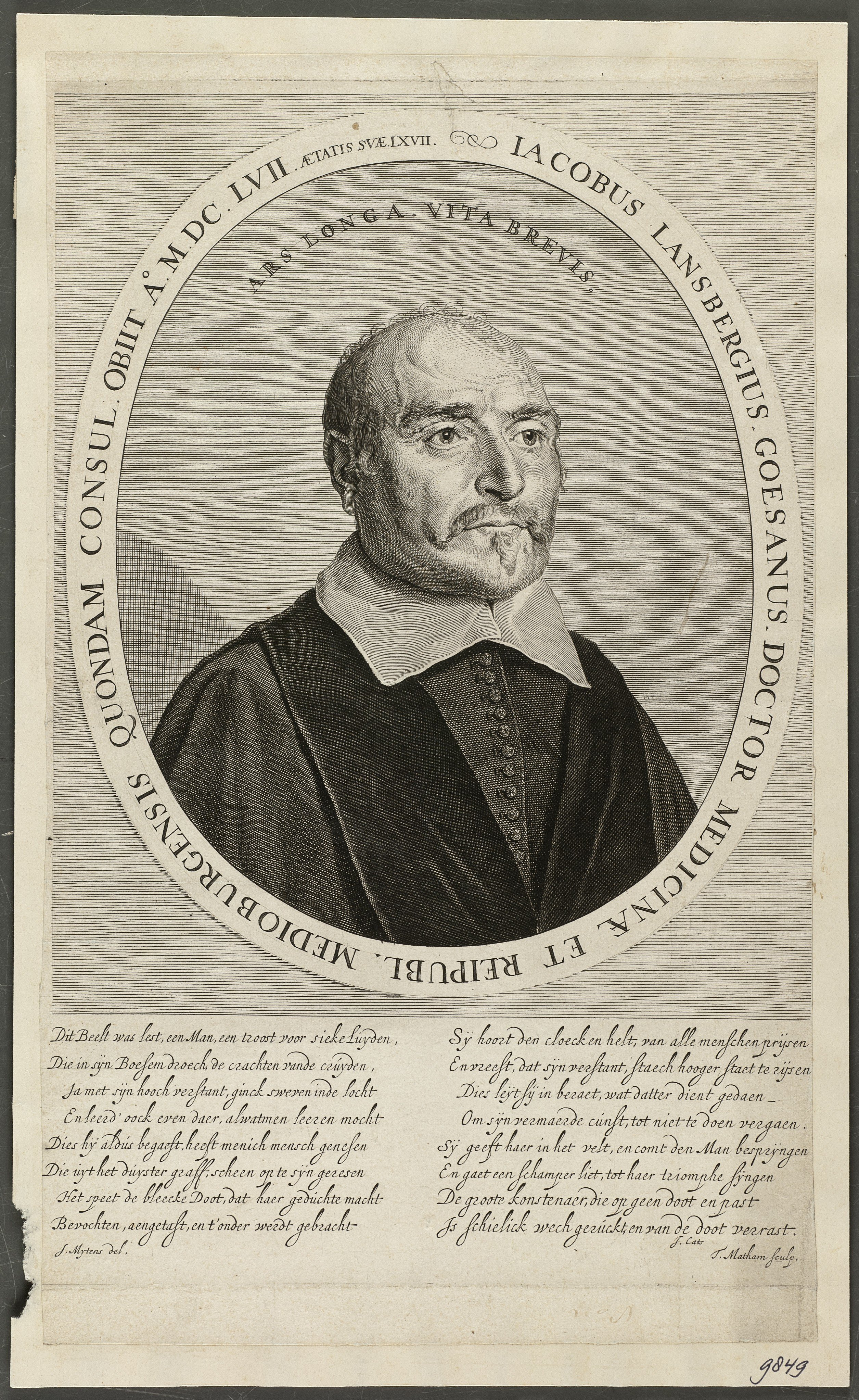
Jacob van Lansberge (1590-1657), arts en burgemeester te Middelburg
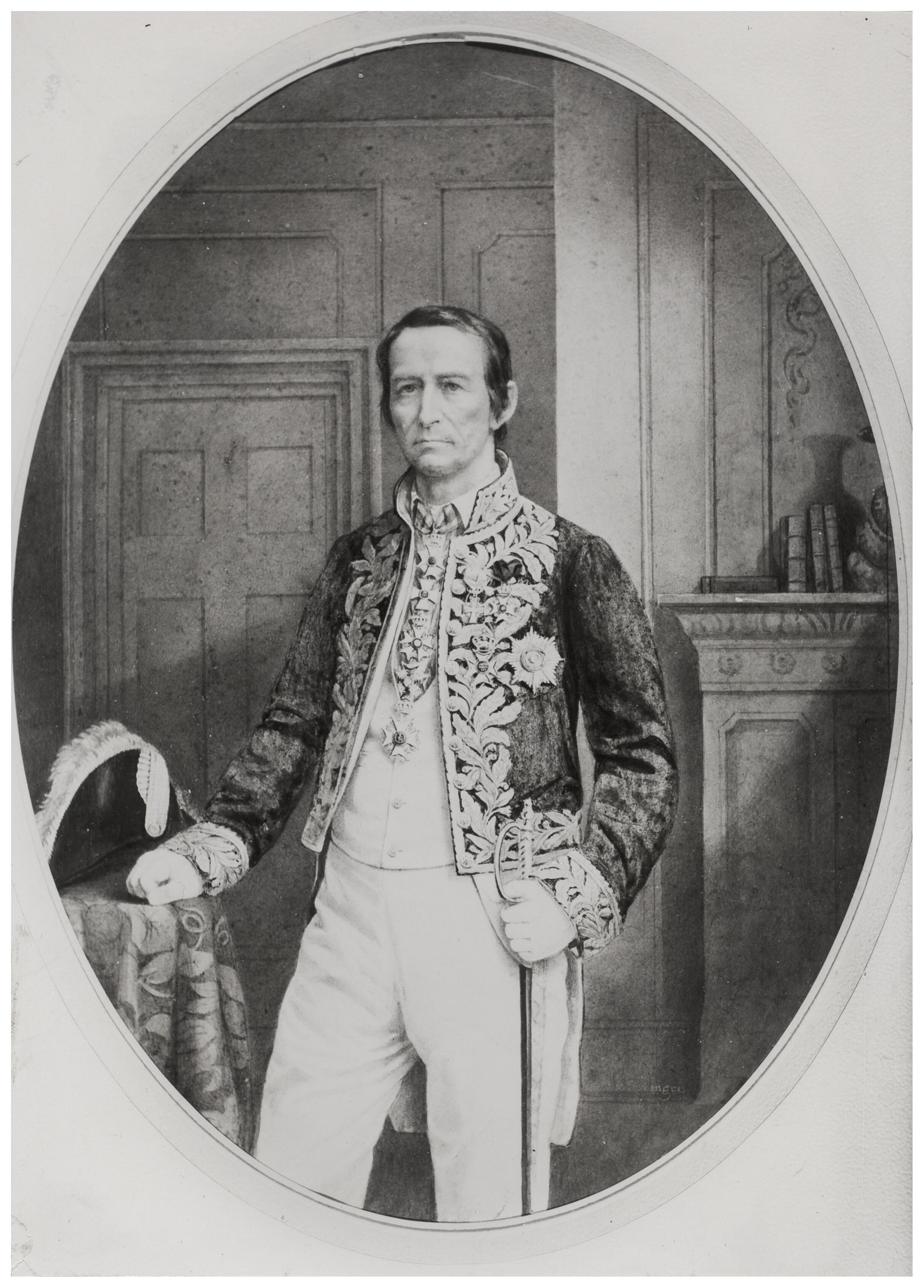
Reinhard Frans Cornelis van Lansberge (1804-1873), o.a. gouverneur van Suriname

Geslachten die opgenomen zijn in het sinds 1910 verschijnende genealogische naslagwerk Nederland's Patriciaat. Lijst volgens opgave van het CBG Centrum voor familiegeschiedenis.
A · B · C · D · E · F · G · H · I · J · K · L · M · N · O · P · Q · R · S · T · U · V · W · Y · Z